# تربة حمضية كبريتية

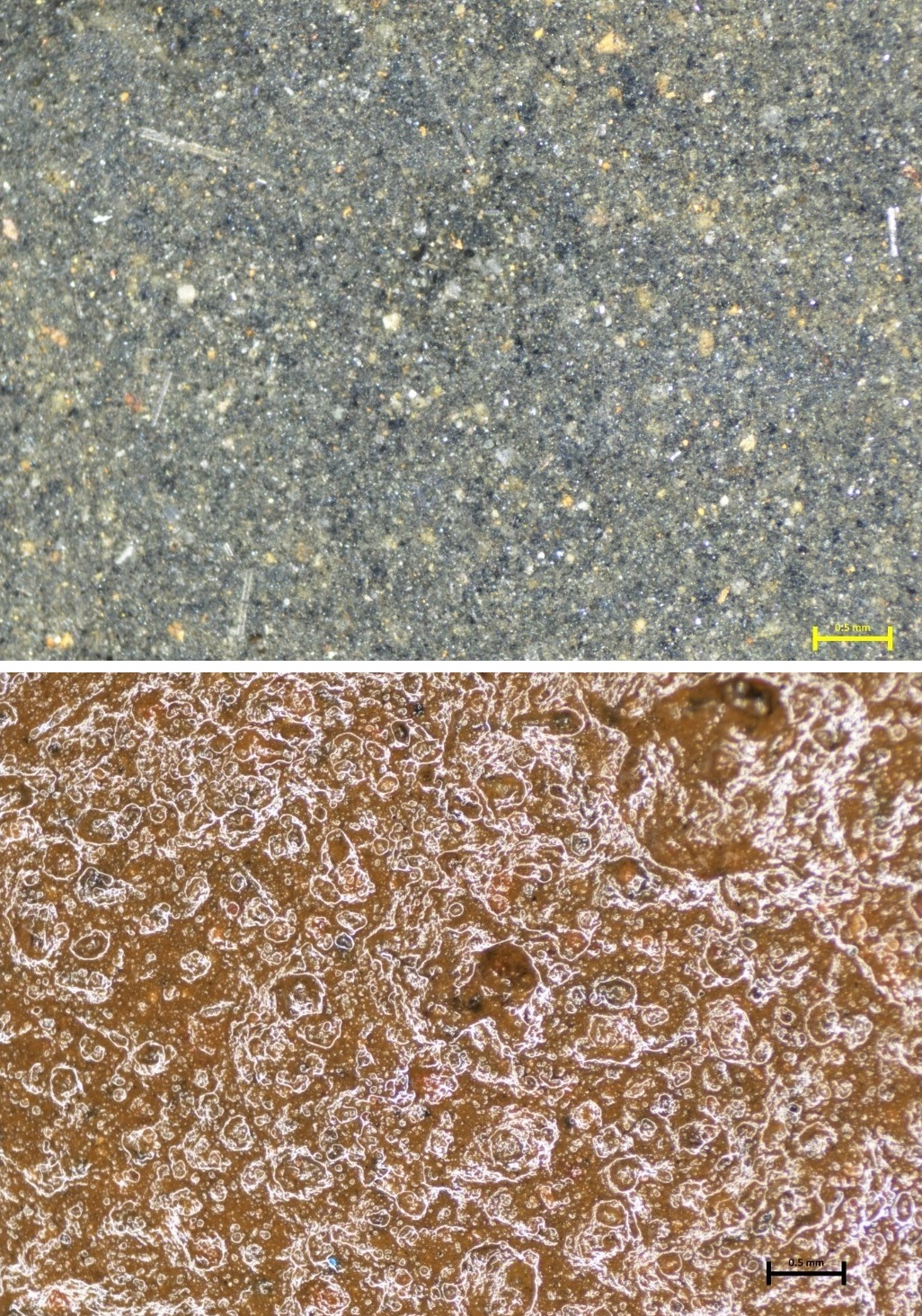

التربة الحمضية الكبريتية، هي تربة أو رواسب أو ركائز عضوية (مثل الخث) تتكون في ظروف التشبع بالمياه. تحتوي هذه التربة على معادن كبريتيد الحديد (خاصة معدن البيريت ) و/أو نواتج أكسدتها. وفي حالة عدم تعرضها للاضطراب تحت منسوب المياه، تكون تربة الكبريتات الحمضية حميدة وغير ضارة. ومع ذلك، إذا جُففت التربة أو حُفرت أو عُرضت للهواء، تتفاعل الكبريتيدات مع الأكسجين لتكوين حمض الكبريتيك.
يمكن أن يؤدي إطلاق حمض الكبريتيك هذا من التربة بدوره إلى إطلاق الحديد والألمنيوم والفلزات الثقيلة الأخرى وأشباه الفلز (خاصة الزرنيخ ) داخل التربة. بمجرد جمعها بهذه الطريقة، يمكن للحامض والفلزات أن تخلق مجموعة متنوعة من التأثيرات الضارة مثل: قتل النباتات، والتسرب إلى المياه الجوفية وتحميضها وكذلك إلى مسطحات المياه السطحية، وقتل الأسماك والكائنات المائية الأخرى، وتدهور الهياكل الخرسانية والفولاذية إلى درجة الهشاشة وعدم الكفاءة.

## تشكيل

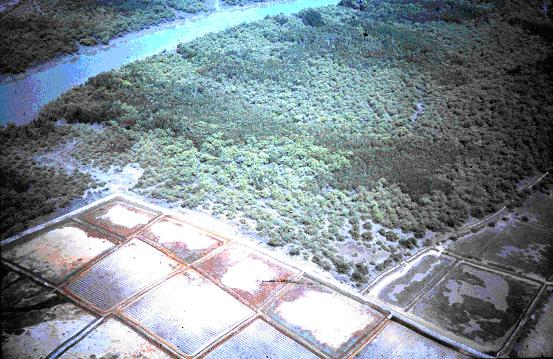
الأراضي المستصلحة ذات التربة الكبريتية الحمضية في غينيا بيساو على طول ذراع بحرية وسط أشجار المانغروف

تشكلت التربة والرواسب الأكثر عرضة للتحول إلى تربة كبريتات حمضية خلال العشرة آلاف سنة الماضية، بعد آخر ارتفاع كبير في منسوب البحار. عندما ارتفع منسوب البحار وغمرت المياه اليابسة، اختلطت الكبريتات الموجودة في مياه البحر ب الرواسب الأرضية المحتوية على أكاسيد الحديد والمواد العضوية. وفي ظل هذه الظروف من نقص الأكسجين، تحصل البكتيريا ذات التغذية الحجرية مثل منتزعة الكبريت على الأكسجين للتنفس من خلال اختزال أيونات الكبريتات في البحر أو المياه الجوفية، وإنتاج كبريتيد الهيدروجين. وهذا بدوره يتفاعل مع الحديد الثنائي المذاب، مكونًا بلورات دقيقة جدًا ذات حبيبات دقيقة وتفاعلية عالية من كبريتيدات الحديد مثل ( البيريت). إلى حد ما، تعتبر درجات الحرارة الأكثر دفئًا ظروفًا أكثر ملاءمة لهذه البكتيريا، مما يخلق إمكانية أكبر لتكوين كبريتيد الحديد. قد تحتوي البيئات الاستوائية المليئة بالمياه، مثل مستنقعات الأيكة الساحليةأو مصبات الأنهار، على مستويات أعلى من معدن البيريت مقارنة بتلك التي تتشكل في المناخات الأكثر اعتدالاً.
يظل البيريت مستقرًا إلى أن يتعرض للهواء، وفي هذه المرحلة يتأكسد البيريت بسرعة ويُنتج حمض الكبريتيك.  قد تستمر تأثيرات حمض الكبريتات الحمضية المرتشحة في التربة على مدى فترة طويلة،  و/أو تبلغ ذروتها موسمياً (بعد فترات الجفاف مع هطول الأمطار الأولى). في بعض مناطق أستراليا، لا تزال التربة الكبريتية الحمضية التي جفت منذ 100 عام، تطلق الأحماض (على سبيل المثال، أراضي جيلمان الرطبة في جنوب أستراليا)..

### تفاعل أكسدة البيريت المنتشر
عند القيام بعملية التصريف، قد تصبح التربة التي تحتوي على كبريتيدات غير عضوية مخفضة مثل البيريت حمضية للغاية ( الأس الهيدروجيني أقل من 4) بسبب أكسدة الكبريتيدات إلى حمض الكبريتيك (H2 SO4 ):
{\displaystyle {\ce {4 FeS2 + 15 O2 + 14 H2O -> 16 H+ + 8 SO4^2- + 4 Fe(OH)3 (v)}}}
يترسب المنتج Fe(OH)3، أكسيد هيدروكسيد الحديد الثلاثي (البرتقالي)، على شكل معدن صلب غير قابل للذوبان، يُثبت من خلاله المكون القلوي، بينما تظل الحموضة نشطة في حمض الكبريتيك. يصاحب عملية التحمض تكوين كميات كبيرة من الألومنيوم (Al3+، الذي ينطلق من معادن الصلصال تحت تأثير الحموضة)، وهو ضار بالنباتات. أما المنتجات الأخرى للتفاعل الكيميائي فتتمثل في:
1. كبريتيد الهيدروجين (H2 S)، وهو غاز ذو رائحة كريهة
2. الكبريت (S) مادة صلبة صفراء اللون
3. كبريتيد الحديد الثنائي (FeS)، مادة صلبة سوداء/رمادية/زرقاء
4. الهيماتيت (Fe2O3)، مادة صلبة حمراء اللون
5. جوتيت (FeO . OH)، وهو معدن بني
6. مركبات كبريتات الحديد (مثل الجاروسيت والشفيرمانيت والجبس والإبسوميت )
7. صلصال الهيدروجين (صلصال الهيدروجين، مع نسبة كبيرة من أيوناتالهيدروجين الممتصة، وهو معدن مستقر، ولكنه فقير في العناصر الغذائية)

### التوزيع الجغرافي
التربة الكبريتية الحمضية، تنتشر على نطاق واسع حول المناطق الساحلية، كما ترتبط محليًا أيضًا بالأراضي الرطبة ذات المياه العذبة والمياه الجوفية المالحة الغنية بالكبريتات في بعض المناطق الزراعية. في أستراليا، تشغل تربة الكبريتات الحمضية الساحلية ما يقدر بنحو 58000 كم2، تحت مصبات الأنهار الساحلية والسهول الفيضية القريبة من المنطقة التي يعيش فيها غالبية السكان الأستراليين. غالبًا ما يرتبط تغير التربة بسبب حمض الكبريتيك بأنشطة التجريف والحفر وتجفيف المياه أثناء تطوير القنوات والمساكن والمراسي. يمكن أن تؤدي حالات الجفاف أيضًا إلى تعرض التربة للكبريتات الحمضية وزيادة حموضتها.

## تأثيرات
التربة الحمضية الكبريتية المزعجة، يمكن أن يكون لها تأثير مدمر على حياة النباتات والأسماك، وعلى النظم البيئية المائية. كما أن تدفق السائل الحمضي إلى المياه الجوفية والمياه السطحية، قد يؤدي إلى عدد من التأثيرات، والتي منها:
- الضرر البيئي للنظم البيئية المائية والشاطئية، والمتمثل في نفوق الأسماك، وزيادة تفشي أمراض الأسماك، وسيطرة الأنواع المقاومة للأحماض، وترسيب الحديد، وما إلى ذلك.
- التأثيرات على مصايد الأسماك ومشاريع تربية الأحياء المائية (زيادة الأمراض، وفقدان منطقة التكاثر، وما إلى ذلك).
- تلوث المياه الجوفية والسطحية بالزرنيخ والألمنيوم والمعادن الأخرى.[10][11]
- انخفاض الإنتاجية الزراعية بسبب تلوث التربة بالمعادن (خاصة الألومنيوم).
- الأضرار التي تلحق بالبنية التحتية من خلال تآكل الأنابيب الخرسانية والفولاذية والجسور وغيرها من الأصول الموجودة تحت السطح.

### التأثيرات الزراعية

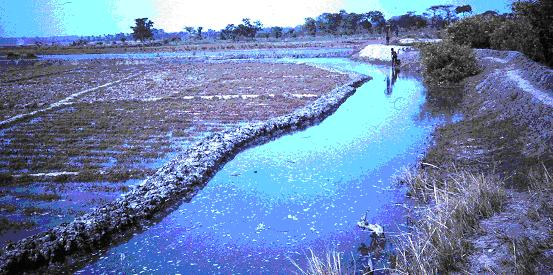
تُضخ مياه البحر إلى أرض مستصلحة محاطة بسور من التربة الكبريتية الحمضية لتحسين التربة ومكافحة الأعشاب الضارة، غينيا بيساو

في الغالب لا تُزرع التربة الكبريتية الحمضية (والتي تسمى أيضًا صلصال القطط) وإذا زُرعت، فإنها تُزرع أرزًا، بحيث يمكن الحفاظ على التربة رطبة لمنع الأكسدة. وفي العادة، لا ينصح بتصريف مياه هذه التربة تحت السطح.
وعندما تُزرع التربة الحمضية الكبريتية، لا يمكن الحفاظ عليها رطبة بشكل مستمر، وذلك بسبب فترات الجفاف المناخية ونقص مياه الري، وعملية الصرف السطحي، قد تساعد في إزالة المواد الكيميائية الحمضية والسامة (التي تشكلت في فترات الجفاف) خلال فترات الأمطار. وعلى المدى الطويل، يمكن أن يساعد الصرف السطحي في استعادة تربة الكبريتات الحمضية. وقد تمكن السكان الأصليون في غينيا بيساو من تطوير التربة، ولكن الأمر استغرق منهم سنوات عديدة من الإدارة الدقيقة والعمل الجاد.
في مقال عن عملية الصرف الواعي واليقظ للأراضي، يصف المؤلف التطبيق الناجح للصرف تحت السطحي في تربة الكبريتات الحمضية في الأراضي الساحلية المستصلحة في ولاية كيرالا بالهند.
وفي منطقة سونداربانس، ولاية البنغال الغربية، بالهند. استخدمت تربة الكبريتات الحمضية في الاستخدام الزراعي
وقد أظهرت إحدى الدراسات، التي أجريت في جنوب كليمنتان بإندونيسيا، في مناخ شبه رطب، أن التربة الحمضية الكبريتية، التي يتم بها نظام الصرف تحت السطحي المتباعد على نطاق واسع، قد أسفرت عن نتائج واعدة لزراعة أرز المرتفعات والفول السوداني وفول الصويا. وقد كان السكان المحليون، قديماً، والذين استقروا بالفعل في هذه المنطقة، قادرين على إنتاج مجموعة متنوعة من المحاصيل (بما في ذلك فاكهة الأشجار)، عن طريق استخدام أنابيب الصرف المحفورة يدوياً والتي تمتد من النهر إلى الأرض حتى تصل إلى المستنقعات الخلفية. وعلى الرغم من أن حبوب المحاصيل كانت متواضعة، إلا أنها وفرت ما يكفي من الدخل لتوفير معيشة كريمة.

### عملية البناء
عندما يُشيد البناء بالطوب الرطب باستمرار، كما هو الحال في الأساسات والجدران الاستنادية والحواجز والمداخن، فإن الكبريتات الموجودة في الطوب والملاط (مواد لصق الطوب ببعضه البعض) قد تتبلور وتتوسع مع مرور الوقت، وتتسبب في تفكك الملاط والطلاء. ومن أجل الحد من هذه التأثيرات، يجب استخدام مواد بناء خاصة، يكون مستوى تواجد الكبريتات بها منخفضًا. كما أن الكبريتات الحمضية الموجودة داخل طبقات التربة السطحية لها نفس التأثير على أساسات المبنى. يمكن توفير الحماية الكافية باستخدام ألواح البولي إيثيلين لتغليف الأساسات، أو باستخدام الأسمنت البورتلاندي المقاوم للكبريتات. ومن أجل تحديد مستوى الأس الهيدروجيني للأرض يجب إجراء فحص للتربة.

## قراءة إضافية
- Sammut، J.؛ White، I.؛ Melville، M.D. (1996). "Acidification of an estuarine tributary in eastern Australia due to drainage of acid sulfate soils". Marine and Freshwater Research. ج. 47 ع. 5: 669–684. DOI:10.1071/mf9960669.
- Sammut، J.؛ Melville، M.D.؛ Callinan، R.B.؛ Fraser، G. (1995). "Estuarine acidification: impacts on aquatic biota of draining acid sulphate soils". Australian Geographical Studies. ج. 33: 89–100. DOI:10.1111/j.1467-8470.1995.tb00687.x.
- Wilson، B.P؛ White، I.؛ Melville، M.D. (1999). "Floodplain hydrology, acid discharge and change in water quality associated with a drained acid sulfate soil". Marine and Freshwater Research. ج. 50 ع. 2: 149–157. DOI:10.1071/mf98034.
- Wilson، B.P. (2005). "Classification issues for the Hydrosol and Organosol Soil Orders to better encompass surface acidity and deep sulfidic horizons in acid sulfate soils". Australian Journal of Soil Research. ج. 43 ع. 5: 629–638. DOI:10.1071/sr04136.
- Wilson، B.P. (2005). "Elevations of pyritic layers in acid sulfate soils: what do they indicate about sea levels during the Holocene in eastern Australia". Catena. ج. 62: 45–56. DOI:10.1016/j.catena.2005.02.002.

- موقع وزارة البيئة والتراث الأسترالية للتربة الساحلية الوطنية الحمضية الكبريتية
- موقع وزارة البيئة في غرب أستراليا حول التربة الحمضية الكبريتية
- موقع ويب لتربة الكبريتات الحمضية لمكتب البيئة والتراث في نيو ساوث ويلز
- الأسئلة الشائعة، السؤال 3: توثيق التربة الحمضية الكبريتية